# Exploration fonctionnelle
En médecine, une exploration fonctionnelle est un examen destiné à apprécier la manière dont un organe assure sa fonction. Il s'agit d'examens dynamiques, pouvant intéresser la pneumologie, l'endocrinologie ou l'orthopédie.
Une exploration fonctionnelle respiratoire, en pneumologie, évalue les volumes et les débits d'air générés lors de la ventilation.
Le dépistage du diabète gestationnel est réalisé avec des mesures de la glycémie à jeun et après avoir pris une dose de glucose. La persistance d'une glycémie forte dans le sang est en faveur d'un diabète gestationnel et impose des mesures hygiéno-diététiques, voir un traitement insulinique jusqu'à la fin de la grossesse.
Un autre test commun est le dosage de cortisol avant et après injection de corticotropine (ACTH; Sinacthene). Un doublement du taux de cortisol est une bonne réponse à l'ACTH et signe une bonne réserve cortico-surrénalienne, tandis qu'une réponse moindre signe surtout une cortico-dépendance pour certains patients sous cortico-thérapie de longue durée.